# Silene graefferi
Silene graefferi är en nejlikväxtart som beskrevs av Giovanni Gussone. Silene graefferi ingår i släktet glimmar, och familjen nejlikväxter. Inga underarter finns listade i Catalogue of Life.